# 阿列克謝耶夫線
阿列克謝耶夫線（羅馬化：Oleksiivska liniia）哈爾科夫地鐵第三条，也是最新一条线路，于1995年投入运营。线路全长9.9（6.2英里），在三条线路中位居第二。全线设有9个车站，其中最后开通的胜利站于2016年月19日投入运营。
该线路沿南北方向横穿乌克兰第二大城市哈爾科夫。其运量仅次于薩爾季夫線，为每日141,150人次。阿列克謝耶夫線还计划向南延伸，项目于2015年启动，预计在2019年完工。此段全程3.47千米，花费为26.6亿格里夫纳。

## 车站清单
| 站名             |
| ---------------- |
| 地铁建设者站     |
| 乌克兰的捍卫者站 |
| 建筑师贝基托夫站 |
| 戈斯普羅姆站     |
| 科学站           |
| 植物园站         |
| 8月23日站        |
| 阿列克謝耶夫站   |
| 胜利大站         |

## 外部連結
- （乌克兰語） 官方网站